# Corypha utan
Espèce
Statut de conservation UICN

 LC  : Préoccupation mineure
Corypha utan est une espèce de plantes à fleurs de la famille des Arecaceae (les palmiers). Il est également dénommé cabbage palm, buri palm or gebang palm. Il est originaire dAsie et d'Océanie.

## Description
Il atteint jusqu’à 20 m de haut, et, sur la péninsule du Cap York du Queensland, jusqu’à 1,5 mètre d’épaisseur (dépassé seulement par Borassus aethiopum et Jubaea chilensis) et porte des palmes de 4 à 6 m de long. Comme les autres palmiers du genre Corypha, cette espèce fleurit à la fin de sa vie (monocarpie), produisant une inflorescence massive jusqu’à 5 m de haut contenant jusqu’à un million de fleurs.

## Distribution and habitat
Il est distribué de la région de l’Assam de l’Inde à travers l’Indochine, la Malaisie et l’Indonésie jusqu’aux Philippines et à la Nouvelle-Guinée, et au sud jusqu’à la péninsule australienne du Cap York. Poussant le long des cours d’eau, des plaines inondables et des prairies, les Sociétés de Palmiers et de Cycds d’Australie écrivent à propos des palmiers Corypha utan présents à Cape York :

Corypha utan .. est sans aucun doute l’une des espèces les plus imposantes de la flore de palmiers australienne (avec ses troncs massifs de pachycaule et ses extravagances de fleurs et de fructifications.

## Utilisations
L’amidon contenu à l’intérieur du tronc est comestible cru ou cuit, tout comme le tip-top. Les tiges florales peuvent être battues pour produire du liquide. Les cerneaux de noix sont également comestibles.
À Lamakera, ses feuilles (ketebu) sont transformées en fibres tissées avec de l’écorce d’hibiscus de mer pour fabriquer des cordes pour la chasse à la baleine.
Connues localement sous le nom de buri ou buli aux Philippines, les feuilles de Corypha utan sont largement utilisées dans le tissage d’éventails, de paniers et de nattes,. De plus, à Isla Verde, Batangas, où ce palmier pousse abondamment, la sève de Corypha utan est extraite, cuite et transformée en une délicatesse sucrée appelée 'Pakaskas,.

## Répartition
Ce taxon se rencontre dans les pays suivants : Australie, Birmanie, Cambodge, Inde, Indonésie, Laos, Papouasie-Nouvelle-Guinée, Philippines, Thaïlande, Viêt Nam.

## Systématique
Le nom correct complet (avec auteur) de ce taxon est Corypha utan Lam..
Corypha utan a pour synonymes :
- Borassus sylvestris Giseke
- Corypha elata Roxb.
- Corypha gebang Mart.
- Corypha gebanga (Blume) Blume
- Corypha gembanga (Blume) Blume
- Corypha griffithiana Becc.
- Corypha macrophylla Roster
- Corypha macropoda Kurz
- Corypha macropoda Kurz ex Linden
- Corypha sylvestris Mart.
- Gembanga rotundifolia Blume
- Livistona vidalii Becc.
- Taliera elata (Roxb.) Wall.
- Taliera gebanga Schult. & Schult.f.
- Taliera gembanga Blume
- Taliera sylvestris Blume